# 金相勳
金相勳（：／ Kim Sang-hoon，1963年2月18日—），大韓民國保守派政治人物，現任第21屆國會議員。